# メル・ブルックス/珍説世界史PARTI
『メル・ブルックス/珍説世界史PARTI』（原題：History of the World, Part I）は、1981年に公開されたメル・ブルックス監督の作品。
世界史の通説を、ブルックス特有の切り口で再構築したパロディ映画。時には史実が権力によって歪められていることもあるのでは、という誰もが一度は抱く疑問を映像化している。

## あらすじ
オムニバス形式。
- 第1話；人類創世 - 「ツァラトゥストラはこう語った」の冒頭をバックに、猿人がはじめて直立する。そして最初にやったことは…。
- 第2話；石器時代 - 原始人ショートギャグ集。
- 第3話；旧約聖書 - モーゼの十戒、実は十五戒だった。
- 第4話；ローマ時代 - 大道哲学者とそのマネージャーがシーザーの御前で芸を披露するが、うっかり怒りを買って殺されることになり…。
- 第5話；異端審問 - 水中レビュー風。
- 第6話；フランス革命 - 王によって幽閉された父親を助けようとする貴族の娘、好色な王ルイ16世、王の影武者になった男らが入り乱れるところに革命軍が突入し…。

ちなみに映画の最後には『PART2』の予告編が入り、アイスショーをするヒトラーなどが登場する。
2023年3月からHuluで、続編の「メル・ブルックス/珍説世界史PARTII」が公開された。

## キャスト
| 役名                                         | 俳優                               | 日本語吹替 |
| -------------------------------------------- | ---------------------------------- | ---------- |
| モーゼ/コミカス/トルケマダ/ジャック/ルイ16世 | メル・ブルックス                   | 富田耕生   |
| シーザー                                     | ドム・デルイーズ                   | 緒方賢一   |
| ニンフ皇后                                   | マデリーン・カーン                 | 吉田理保子 |
| モネ伯爵                                     | ハーヴェイ・コーマン               | 福田信昭   |
| マダム・デファルジュ                         | クロリス・リーチマン               | 真山亜子   |
| ジョセファス                                 | グレゴリー・ハインズ               | 江原正士   |
| ミリアム                                     | メアリー＝マーガレット・ヒュームズ | 高乃麗     |
| スイフタス                                   | ロン・ケリー                       | 緒方賢一   |
| 失業保険支払い所の受付                       | ビアトリス・アーサー               | 真山亜子   |
| マドモアゼル・ハンブル                       | パメラ・スティーヴンソン           | 吉田理保子 |
| マーカス・ヴィンディクタス                   | シェッキー・グリーン               | 真実一路   |
| ムッシュ・ハンブル                           | スパイク・ミリガン                 | 清川元夢   |
| リンゴの芯を売り歩く人                       | シドニー・ラシック                 | 菅原淳一   |
| 円柱のセールスマン                           | バリー・レヴィンソン               | 江原正士   |
| 配管のセールスマン                           | パット・マコーミック               | 福田信昭   |
| 事業家                                       | ヒュー・ヘフナー                   | 小野健一   |
| 元老院のリーダー                             | ジョン・マイハーズ                 | 山口嘉三   |
| イエス・キリスト                             | ジョン・ハート                     | 小野健一   |
| 洞穴人のボス                                 | シド・シーザー                     |            |
| シーザーの広報官                             | ハワード・モリス                   | 清川元夢   |
| レオナルド・ダ・ヴィンチ                     | アート・メトラーノ                 | 山口嘉三   |
| ミューカス大尉                               | ルディ・デ・ルカ                   | 中博史     |
| ナレーター                                   | オーソン・ウェルズ                 | 富田耕生   |

- 日本語吹替：初回放送1992年12月15日 テレビ朝日『シネマエクスプレス』※DVD収録

## スタッフ
- 監督：メル・ブルックス
- 製作：メル・ブルックス
- 脚本：メル・ブルックス
- 撮影：ウディ・オーメンズ
- 音楽：ジョン・モリス、メル・ブルックス、ロニー・グレアム

日本語版スタッフ
- 吹替演出：壺井正
- 吹替翻訳：高間俊子
- 吹替調整：飯塚秀保
- 吹替効果：PAG
- 吹替制作：グロービジョン